# Кульм-бай-Вайц
Кульм-бай-Вайц (нем. Kulm bei Weiz) — коммуна (нем. Gemeinde) в Австрии, в федеральной земле Штирия. 
Входит в состав округа Вайц.  Население составляет 482 человека (на 31 декабря 2005 года). Занимает площадь 5,9 км². Официальный код  —  61724.

## Политическая ситуация
Бургомистр коммуны — Бригитта Шварценбергер (АНП) по результатам выборов 2005 года.
Совет представителей коммуны (нем. Gemeinderat) состоит из 9 мест.
- АНП занимает 5 мест.
- СДПА занимает 4 места.